# Leucotrichia termitiformis
Leucotrichia termitiformis är en nattsländeart som beskrevs av Botosaneanu in Botosaneanu och Alkins-koo 1993. Leucotrichia termitiformis ingår i släktet Leucotrichia och familjen smånattsländor. Inga underarter finns listade i Catalogue of Life.